# Erős Pista

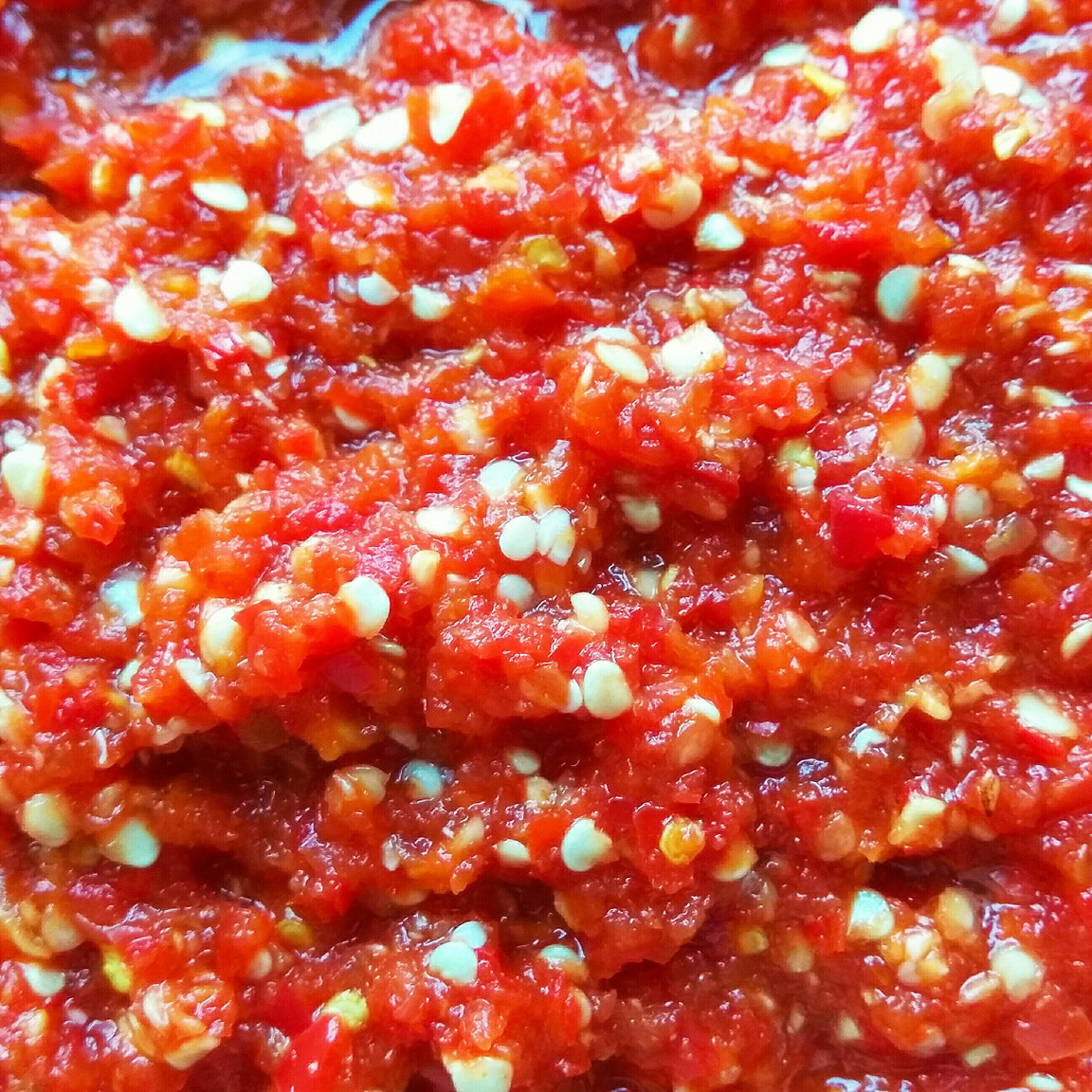
Erős Pista

Erős Pista – ostry, przypominający pastę, sos charakterystyczny dla kuchni węgierskiej, wymyślony i produkowany przez przedsiębiorstwo Univer, wytwarzany w zakładzie w Hetényegyházie (części Kecskemétu). 

## Skład
Sos powstaje z grubo zmielonej ostrej papryki i niewielkiej ilości soli. Papryczki mieli się na surowo i miesza z solą, dodaje się zagęszczacz, kwas cytrynowy i konserwant. 

## Zastosowanie
Zastosowanie pasty jest wszechstronne – służy jako dodatek do potraw (np. paprikás csirke, gulasze, czy leczo).
Ze względu na bardzo powszechną dostępność marki, nazwa "Erős Pista" zaczęła żyć własnym życiem. W węgierskich restauracjach i sklepach można otrzymać inny podobny produkt, jeśli się o nią zażąda.